# Wereldkampioenschappen veldrijden 2023
De wereldkampioenschappen veldrijden 2023 werden gehouden van vrijdag 3 tot en met zondag 5 februari in Hoogerheide in de Nederlandse provincie Noord-Brabant. Het was de derde keer dat de WK werden gehouden in Hoogerheide, na 2009 en 2014. Voor de eerste keer werd er een officiële gemengde estafette verreden, op het vorige WK was het nog een testevenement.

## Programma
| Datum               | Tijd  | Categorie          |
| ------------------- | ----- | ------------------ |
| Vrijdag 3 februari  | 12:30 | Gemengde estafette |
| Zaterdag 4 februari | 11:00 | Meisjes junioren   |
| Zaterdag 4 februari | 13:00 | Mannen beloften    |
| Zaterdag 4 februari | 15:00 | Vrouwen elite      |
| Zondag 5 februari   | 11:00 | Jongens junioren   |
| Zondag 5 februari   | 13:00 | Vrouwen beloften   |
| Zondag 5 februari   | 15:00 | Mannen elite       |

## Selecties

### België
- Elite mannen: Jens Adams, Eli Iserbyt, Timo Kielich, Gerben Kuypers, Laurens Sweeck, Wout van Aert, Toon Vandebosch, Niels Vandeputte en Michael Vanthourenhout
- Elite vrouwen: Alicia Franck, Marion Norbert-Riberolle en Laura Verdonschot
- U23 mannen: Arne Baers, Lennert Belmans, Aaron Dockx, Witse Meeussen, Jente Michels, Thibau Nys, Victor Van de Putte, Emiel Verstrynge en Joran Wyseure
- U23 vrouwen: Julie Brouwers en Kiona Crabbé
- Junior mannen: Yordi Corsus, Antoine Jamin, Robbe Marchand, Wies Nuyens, Viktor Vandenberghe, Seppe Van den Boer en Yoren Vanhoudt
- Junior vrouwen: Lore De Schepper, Shanyl De Schoesitter, Fleur Moors en Xaydée Van Sinaey
- Gemengde estafette: Julie Brouwers, Antione Jamin, Marion Norbert-Riberolle, Laurens Sweeck, Xaydée Van Sinaey en Joran Wyseure

### Nederland
- Elite mannen: Mees Hendrikx, Ryan Kamp, Joris Nieuwenhuis, Pim Ronhaar, Lars van der Haar, Mathieu van der Poel en Corné van Kessel
- Elite vrouwen: Denise Betsema, Lucinda Brand, Ceylin del Carmen Alvarado, Puck Pieterse, Annemarie Worst, Inge van der Heijden, Fem van Empel en Manon Bakker (titelverdedigster Marianne Vos ontbrak[2] en Aniek van Alphen kon niet meedoen vanwege ziekte[3])
- U23 mannen: Tibor del Grosso, Bailey Groenendaal, David Haverdings, Lucas Janssen, Danny van Lierop en Luke Verburg
- U23 vrouwen: Leonie Bentveld, Larissa Hartog, Mirre Knaven, Iris Offerein en Shirin van Anrooij
- Junior mannen: Floris Haverdings, Jelte Jochems, Senna Remijn, Keije Solen, Guus van den Eijden en Mika Vijfvinkel
- Junior vrouwen: Bloeme Kalis, Puck Langenbarg, Lauren Molengraaf, Sara Sonnemans en Roxanne Takken
- Gemengde estafette: Leonie Bentveld, Tibor del Grosso, Ryan Kamp, Lauren Molengraaf, Guus van den Eijnden en Fem van Empel

## Medailleoverzicht
| Categorie        | Goud | Goud     | Zilver                                                                                          | Zilver | Brons | Brons   |
| ---------------- | --- | -------- | ----------------------------------------------------------------------------------------------- | ------ | --- | ------- |
| Mannen           | |          |                                                                                                 |        | |         |
| Mannen elite     | Mathieu van der Poel                                                                                      | 1u07'20" | Wout van Aert                                                                                   | z.t.   | Eli Iserbyt                                                                                                 | + 12"   |
| Mannen beloften  | Thibau Nys                                                                                                | 50'42"   | Tibor del Grosso                                                                                | + 4"   | Witse Meeussen                                                                                              | + 4"    |
| Jongens junioren | Léo Bisiaux                                                                                               | 43'48"   | Senna Remijn                                                                                    | + 11"  | Yordi Corsus                                                                                                | + 17"   |
| Vrouwen          | |          |                                                                                                 |        | |         |
| Vrouwen elite    | Fem van Empel                                                                                             | 54'42"   | Puck Pieterse                                                                                   | + 39"  | Lucinda Brand                                                                                               | + 1'11" |
| Vrouwen beloften | Shirin van Anrooij                                                                                        | 45'53"   | Zoe Bäckstedt                                                                                   | + 33"  | Kristýna Zemanová                                                                                           | + 1'32" |
| Meisjes junioren | Isabella Holmgren                                                                                         | 42'13"   | Ava Holmgren                                                                                    | + 20"  | Célia Gery                                                                                                  | + 47"   |
| Gemengd          | |          |                                                                                                 |        | |         |
| Estafette        | Nederland Leonie Bentveld Fem van Empel Lauren Molengraaf Tibor del Grosso Ryan Kamp Guus van den Eijnden | 42'05"   | Verenigd Koninkrijk Anna Kay Zoe Bäckstedt Alfie Amey Joseph Blackmore Cat Ferguson Thomas Mein | + 31"  | België Marion Norbert-Riberolle Julie Brouwers Xaydée Van Sinaey Laurens Sweeck Antione Jamin Joran Wyseure | + 33"   |

## Uitslagen

### Mannen, elite
| Plaats        | Renner                 | Land                | Tijd     |
| ------------- | ---------------------- | ------------------- | -------- |
| Regenboogtrui | Mathieu van der Poel   | Nederland           | 1u07'20" |
| Zilver        | Wout van Aert          | België              | z.t.     |
| Brons         | Eli Iserbyt            | België              | + 12"    |
| 4.            | Lars van der Haar      | Nederland           | + 13"    |
| 5.            | Michael Vanthourenhout | België              | + 46"    |
| 6.            | Gerben Kuypers         | België              | + 54"    |
| 7.            | Niels Vandeputte       | België              | + 57"    |
| 8.            | Laurens Sweeck         | België              | + 59"    |
| 9.            | Cameron Mason          | Verenigd Koninkrijk | + 1'08"  |
| 10.           | Clément Venturini      | Frankrijk           | + 1'30"  |

### Mannen, beloften
| Plaats        | Renner              | Land                | Tijd    |
| ------------- | ------------------- | ------------------- | ------- |
| Regenboogtrui | Thibau Nys          | België              | 50'42"  |
| Zilver        | Tibor del Grosso    | Nederland           | + 4"    |
| Brons         | Witse Meeussen      | België              | z.t.    |
| 4.            | Joran Wyseure       | België              | + 5"    |
| 5.            | Jente Michels       | België              | + 59"   |
| 6.            | Emiel Verstrynge    | België              | + 1'05" |
| 7.            | Lennert Belmans     | België              | + 1'06" |
| 8.            | Victor Van De Putte | België              | z.t.    |
| 9.            | Lucas Janssen       | Nederland           | z.t.    |
| 10.           | Joseph Blackmore    | Verenigd Koninkrijk | + 1'08" |

### Mannen, junioren
| Plaats        | Renner             | Land       | Tijd   |
| ------------- | ------------------ | ---------- | ------ |
| Regenboogtrui | Léo Bisiaux        | Frankrijk  | 43'48" |
| Zilver        | Senna Remijn       | Nederland  | + 11"  |
| Brons         | Yordi Corsus       | België     | + 17"  |
| 4.            | Wies Nuyens        | België     | + 17"  |
| 5.            | Seppe Van den Boer | België     | + 26"  |
| 6.            | Keije Solen        | Nederland  | + 30"  |
| 7.            | Mika Vijfvinkel    | Nederland  | + 42"  |
| 8.            | Albert Philipsen   | Denemarken | + 44"  |
| 9.            | Zsombor Takacs     | Hongarije  | + 47"  |
| 10.           | Albert Philipsen   | Tsjechië   | + 48"  |

### Vrouwen, elite
| Plaats        | Renster                    | Land      | Tijd    |
| ------------- | -------------------------- | --------- | ------- |
| Regenboogtrui | Fem van Empel              | Nederland | 54'42"  |
| Zilver        | Puck Pieterse              | Nederland | + 39"   |
| Brons         | Lucinda Brand              | Nederland | + 1'11" |
| 4.            | Silvia Persico             | Italië    | + 1'45" |
| 5.            | Ceylin del Carmen Alvarado | Nederland | + 1'46" |
| 6.            | Annemarie Worst            | Nederland | + 2'14" |
| 7.            | Inge van der Heijden       | Nederland | + 2'36" |
| 8.            | Denise Betsema             | Nederland | + 2'41" |
| 9.            | Maghalie Rochette          | Canada    | + 2'55" |
| 10.           | Hélène Clauzel             | Frankrijk | + 3'02" |

### Vrouwen, beloften
| Plaats        | Renster             | Land                | Tijd    |
| ------------- | ------------------- | ------------------- | ------- |
| Regenboogtrui | Shirin van Anrooij  | Nederland           | 45'53"  |
| Zilver        | Zoe Bäckstedt       | Verenigd Koninkrijk | + 33"   |
| Brons         | Kristýna Zemanová   | Tsjechië            | + 1'32" |
| 4.            | Amandine Fouquenet  | Frankrijk           | + 1'53" |
| 5.            | Marie Schreiber     | Luxemburg           | + 2'05" |
| 6.            | Line Burquier       | Frankrijk           | + 2'16" |
| 7.            | Leonie Bentveld     | Nederland           | + 2'47" |
| 8.            | Judith Krahl        | Duitsland           | + 2'56" |
| 9.            | Lauriane Duraffourg | Frankrijk           | + 3'07  |
| 10.           | Julie Brouwers      | België              | + 3'32" |

### Vrouwen, junioren
| Plaats        | Renster             | Land                | Tijd    |
| ------------- | ------------------- | ------------------- | ------- |
| Regenboogtrui | Isabella Holmgren   | Canada              | 42'13"  |
| Zilver        | Ava Holmgren        | Canada              | + 20"   |
| Brons         | Célia Gery          | Frankrijk           | + 47"   |
| 4.            | Federica Venturelli | Italië              | z.t.    |
| 5.            | Xaydee Van Sinaey   | België              | + 52"   |
| 6.            | Cat Ferguson        | Verenigd Koninkrijk | + 1'00" |
| 7.            | Lauren Molengraaf   | Nederland           | + 1'12" |
| 8.            | Vanda Dlasková      | Tsjechië            | + 1'23" |
| 9.            | Viktória Chladonová | Slowakije           | + 1'41" |
| 10.           | Valentina Corvi     | Italië              | + 1'47" |

### Gemengde estafette
| Plaats        | Land                | Tijd    |
| ------------- | ------------------- | ------- |
| Regenboogtrui | Nederland           | 42'05"  |
| Zilver        | Verenigd Koninkrijk | + 31"   |
| Brons         | België              | + 33"   |
| 4.            | Frankrijk           | + 37"   |
| 5.            | Italië              | + 52"   |
| 6.            | Verenigde Staten    | + 1'19" |
| 7.            | Canada              | + 1'33" |
| 8.            | Tsjechië            | + 1'54" |
| 9.            | Polen               | + 2'57" |
| 10.           | Zweden              | + 3'09" |

## Medaillespiegel
| Plaats | Land                | Goud | Zilver | Brons | Totaal |
| 1      | Nederland           | 4    | 3      | 1     | 8      |
| 2      | België              | 1    | 1      | 4     | 6      |
| 3      | Canada              | 1    | 1      | 0     | 2      |
| 4      | Frankrijk           | 1    | 0      | 1     | 2      |
| 5      | Verenigd Koninkrijk | 0    | 2      | 0     | 2      |
| 6      | Tsjechië            | 0    | 0      | 1     | 1      |
| Totaal | Totaal              | 7    | 7      | 7     | 21     |

## Prijzengeld
In onderstaande tabel vindt u de verdeling van het prijzengeld per categorie:
| Pos.   | Mannen/vrouwen | Mannen/vrouwen | Mannen/vrouwen | Estafette |
| Pos.   | Elite          | Beloften       | Junioren       | Estafette |
| ------ | -------------- | -------------- | -------------- | --------- |
| 1.     | € 5.000        | € 2.500        | € 1.250        | € 15.000  |
| 2.     | € 2.500        | € 1.250        | € 675          | € 7.500   |
| 3.     | € 1.250        | € 675          | € 340          | € 3.750   |
| Totaal | € 8.750        | € 4.425        | € 2.265        | € 26.250  |

## Organisatie
De organisatie was in handen van de „WK Cyclo-Cross Hoogerheide 2023 B.V.”, welke een verlengstuk was van het „Comité GP Adrie van der Poel” die jaarlijks de wereldbekerwedstrijd in Hoogerheide organiseert. Het Comité bestond uit voorzitter Jan Prop, secretaris Jack Cats, penningmeester Maikel Prop, parcoursbouwer en sponsorwerver Adrie van der Poel, parcoursbouwer Marc Dierickx, Gerard Koel en webmaster Ed Prop. De Werkgroep vrijwilligers bestond uit: Ludo Veraart, Ad Groffen, Frans van Ravels en Corné Koolen. Jos de Jongh en Michael Boogerd waren betrokken bij de Hospitality/VIP. Linda Prop en Erik Breukink waren verantwoordelijk voor sponsor aangelegenheden. Vijf leden zijn voormalig profrenner.
Adrie van der Poel en Marc Dierickx die verantwoordelijk waren voor het parcours, hadden een parcours uitgezet zonder ook maar één oversteekplaats over het parcours voor de toeschouwers. Dit hadden zij bereikt door extra bruggen aan te leggen in het parcours, waar de toegestroomde massa's publiek onder door konden lopen om zo andere plekken van het parcours te bereiken. Verder hadden ze over het gehele parcours een 'bufferzone' voor het publiek ingebouwd, waardoor het publiek de renners niet kon aanraken en de wedstrijd eventueel negatief kon beïnvloeden.
De organisatie ontving een subsidie van € 250.000 van het Ministerie van VWS, in het kader van de subsidieregeling van topsportevenementen. Verder ontving de organisatie een subsidie van € 185.000 van de provincie Noord-Brabant.
Sportevenementenbureau Team TOC was betrokken bij de bidfase, het subsidietraject, de eventcommunicatie, de volledige infrastructuur, de TV-productie, kaartverkoop, hospitality, mediazaken en het transport van bezoeker en deelnemers.

### Ticketverkoop
De wereldkampioenschappen trokken op zaterdag 4 februari tussen de 17.000 en 20.000 bezoekers en op zondag 5 februari tussen de 40.000 en 50.000 bezoekers.
| Dag         | Voorverkoop  | Kassaverkoop |
| ----------- | ------------ | ------------ |
| Vrijdag     | vrije entree | vrije entree |
| Zaterdag    | € 21         | € 25         |
| Zondag      | € 26         | € 30         |
|             |              |              |
| Combiticket | € 46         | € 50         |

Kinderen t/m 11 jaar mochten gratis naar binnen